# Devil with a Blue Dress On
Singles de Mitch Ryder and The Detroit Wheels
Takin' All I Can Get
(1966) Sock It to Me-Baby!
(1967)
Devil with a Blue Dress On (originellement intitulée  Devil with the Blue Dress On) est une chanson écrite par le chanteur américain Shorty Long et le producteur de Motown William Stevenson. Originellement sortie en single en 1964 par Shorty Long lui-même, elle a été rendue célèbre par Mitch Ryder et son groupe The Detroit Wheels, dont la version (en medley avec Good Golly Miss Molly) a atteint la 4e position du hit-parade Billboard Hot 100 en 1966.
En 2004, Rolling Stone a classé cette version medley (Devil with a Blue Dress On & Good Golly Miss Molly) de Mitch Ryder and The Detroit Wheels 428e sur sa liste des « 500 plus grandes chansons de tous les temps ». (En 2010, le magazine rock américain a mis à jour sa liste, et la chanson ne figure plus là-dessus.)
La chanson Devil with a Blue Dress On & Good Golly Miss Molly de Mitch Ryder and The Detroit Wheels est également incluse dans la sélection des « 500 chansons qui ont façonné le rock 'n' roll  » (500 Songs that Shaped Rock and Roll) du Rock and Roll Hall of Fame.

## Histoire
Shorty Long, qui était signé sur un sous-label de Motown spécialisé dans la musique soul, a écrit cette chanson avec le producteur de Motown Mickey Stevenson. Cette version originelle s'intitulait Devil with the Blue Dress On. Long l'a enregistrée en 1964 et sortie en tant que son premier single. Elle n'est pas entrée dans les hit-parades américaines.
Plus tard cette chanson a été reprise comme un medley avec Good Golly Miss Molly par Mitch Ryder and The Detroit Wheels. Sortie en single sur le label américain New Voice Records en 1966, son version (beaucoup plus rapide que celle de Shorty Long) a atteint la 4e position aux États-Unis (dans le Hot 100 de Billboard).